# Station Rožňava
Station Rožňava (in het Slowaaks: Železničná stanica Rožňava) is een spoorwegstation in de Slowaakse stad Rožňava. Vermits deze stad aan de taalgrens ligt, en een belangrijke minderheid Hongaarse moedertaalsprekers heeft, wordt de stationsnaam aan de gevel in twee talen aangeduid: Rožňava - Rozsnyó.

## Ligging
Het station is gelegen op het grondgebied van de gemeente Brzotin, op een afstand van ongeveer 3 kilometer van het centrum van Rožňava. Het ligt aan de « Zelezničná ulica 3011 Brzotin Kosicky 049 51 Rožňava ». De kortste verbinding tussen het station en het stadscentrum loopt via de verkeersweg « 16 » en de « Šafarikova ».

## Geschiedenis
Het station maakt deel uit van:
- lijn 160: Košice - Zvolen,
- lijn 167: Dobšiná - Rožňava.

Lijn 167 werd geopend in 1874. Daar werden destijds de stations Rožňava-predmestie en Rožňava-mesto in gebruik genomen, maar -gelet op de sluiting van lijn 167- worden deze stations anno 2021 niet meer benut voor reizigersverkeer.
Het actuele stationsgebouw van Rožňava werd opengesteld op 23 januari 1955, bij de ingebruikneming van het spoor tussen Rožňava en Turňa nad Bodvou (lijn 160). Deze sectie maakt deel uit van de zuidelijke dwarslijn die het oosten van Slowakije met het westen verbindt: : Košice - Bratislava.
Bij middel van snelle reizigerstreinen, hetzij rechtstreeks, hetzij met overstap, is Rožňava aldus verbonden met verscheidene steden in binnen- en buitenland.
Daar tegenover staat dat het regionaal aanbod met stoptreinen naar de dichtbij gelegen kleine stations zoals Nadabula, Betliar, Jovice, Lipovnik, enzovoort, beëindigd werd op 9 december 2012. 

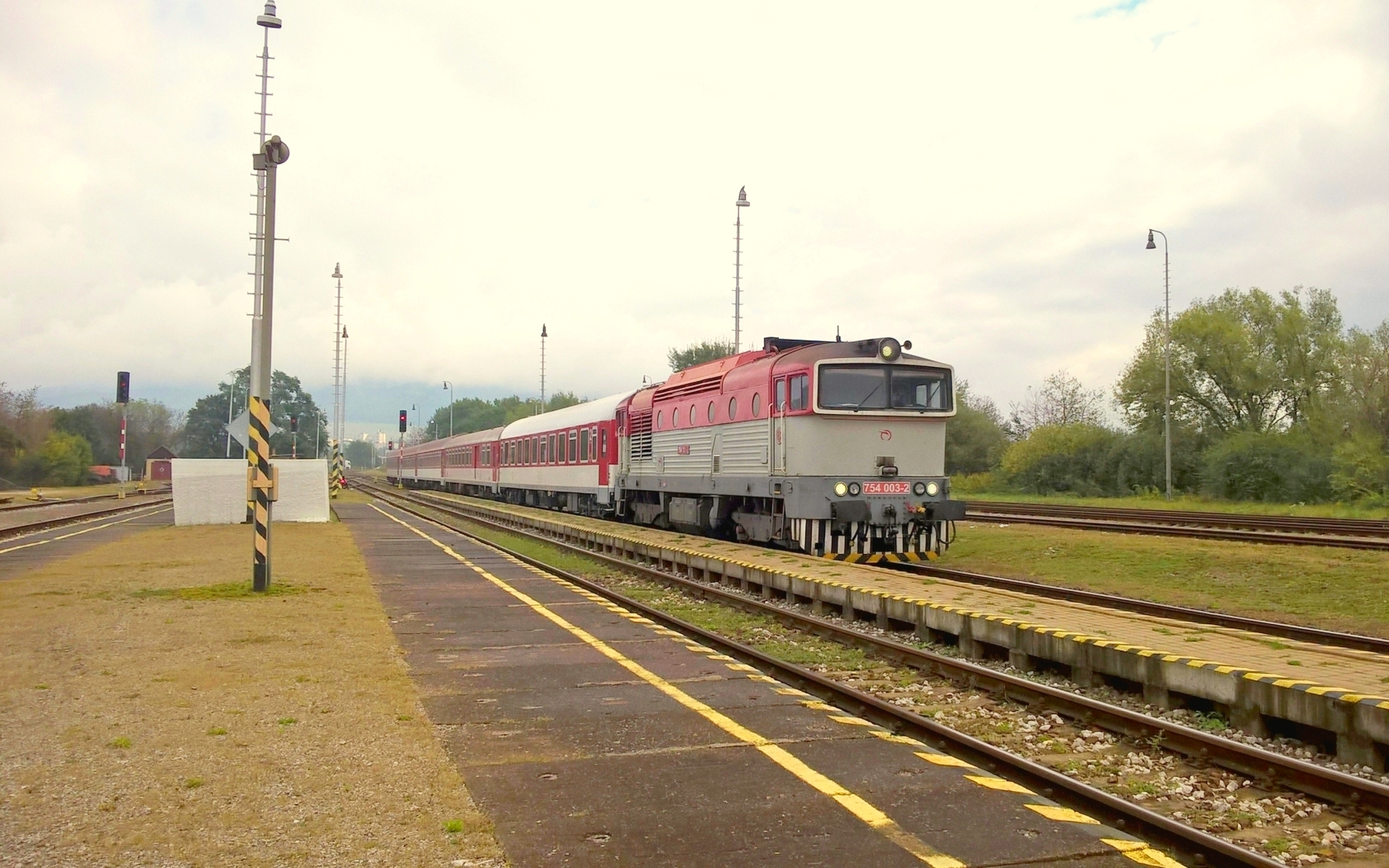
Aankomst in station Roznava, van een passagierstrein met herkomst Košice.

## Dienstverlening
Aan de voorzijde van het station bevindt zich een bushalte en een grote voor het publiek toegankelijke parkeerplaats.
De spoorweginstelling behoort tot de infrastructuur van de ŽSR, terwijl het reizigersvervoer verzorgd wordt door de ŽSSK.
Anno 2025 is er in het station een loket met personeel waar inlichtingen worden verstrekt en reisbiljetten verkocht. Voor de openingsuren van dit loket: zie de onderstaande externe link: "ŽSSK - Loket - Openingsuren". 